# Inside Man (The Penguin)
"Inside Man" es el segundo episodio de la miniserie de televisión de drama criminal estadounidense The Penguin, un spin-off de la película The Batman. El episodio fue escrito por la coproductora ejecutiva Erika L. Johnson y dirigido por el productor ejecutivo Craig Zobel. Se emitió por primera vez en HBO en Estados Unidos el 29 de septiembre de 2024 y también estuvo disponible en Max en la misma fecha.
Ambientada una semana después de los eventos de la película, la serie explora el ascenso al poder de Oswald "Oz" Cobb / Penguin (interpretado por Colin Farrell) en el submundo criminal de Ciudad Gótica, aliado con un joven llamado Victor (Rhenzy Feliz), y lidiando con la presencia de Sofia Falcone (Cristin Milioti), quien quiere respuestas sobre la desaparición de su hermano. En el episodio, Oz coopera con los hombres de Salvatore Maroni (Clancy Brown) para robar uno de los camiones de Falcone, mientras que el tío de Sofía, Luca (Scott Cohen), llega para hacerse cargo de la familia criminal.
Según Nielsen Media Research, el episodio fue visto por aproximadamente 0,299 millones de espectadores en hogares y obtuvo una participación de audiencia de 0,04 entre los adultos de 18 a 49 años. El episodio recibió críticas positivas de los críticos, quienes elogiaron sus actuaciones, secuencia de secuestro y desarrollo de personajes, aunque algunos expresaron críticas por su ritmo.

## Trama
Sofía se somete a terapia y sufre un ataque de pánico tras alucinar el asesinato de Alberto. Ella sale furiosa del consultorio del terapeuta, con la intención de vengar la muerte de su hermano.
Oz visita nuevamente a Maroni, quien está enojado por sus acciones. Oz defiende sus decisiones y convence a Maroni de continuar su asociación ayudándolos con un envío de los Falcone para que sea tomado por sus hombres. Sin embargo, en los preparativos del envío, Oz se sorprende cuando Johnny Viti aparece y lo obliga a ir en el camión blindado en lugar del auto. Los hombres de Maroni llega e intercepta el camión, matando a muchos de los secuaces de los Falcone. Oz apenas escapa con vida y le declara su inocencia a Viti. Sin embargo, Sofía está segura de que alguien dentro de su organización está cooperando con Maroni. El hermano de Falcone, Luca, llega para ocupar el lugar de Carmine como jefe de la familia y advierte a Sofía que se mantenga alejada de sus asuntos. En la noche, Sofía encuentra y soborna a un detective retirado del GCPD que anteriormente trabajaba para su padre para que investigue el robo
Oz es llamado a la casa de su madre, después de que su propietario informa que su demencia ha estado empeorando. Oz se niega a brindarle cuidados permanentes y sigue pagándole para que se quede con ella. Después del funeral de Alberto, Sofía recibe información del detective, quien ha capturado a Ervad, uno de los secuaces de Maroni. La esposa de Maroni, Nadia, le asigna a Oz la tarea de recuperar a Ervad antes de que puedan lograr que hable. Oz se cuela en la casa de los Falcone, donde se está celebrando la recepción del funeral de Alberto. En ello, Víctor intenta introducir joyas en el coche de Viti para exponer su romance con la esposa de Luca, pero se ve obligado a huir cuando los guardaespaldas de Falcone lo ven.
Oz encuentra el sótano donde se encuentra Ervad, pero al ser informado por Víctor de que lo han visto, se ve obligado a matar a Ervad con una navaja. Cuando Sofía y Luca encuentran el cadáver, cierran la casa y obligan a todos los asignados al camión, incluido Oz, a entrar en una habitación. En medio de un "pleito" que arma con Viti, Oz le planta el cuchillo al ejecutor de Sofía, Castillo; Sofía intenta dispararle, pero Luca interviene y ejecuta a Castillo él mismo. Sintiendo que Sofía está nublada por su venganza, Luca decide que la enviarán a Italia hasta que se resuelvan sus asuntos. Esa noche, Oz hace que Víctor cave una tumba para los cuerpos de Ervad y Castillo, advirtiéndole que se mantenga concentrado o terminará como ellos. Más tarde lo llaman y se encuentra con Sofía en la cripta de la familia Falcone. Ella le pide una asociación para eliminar la jerarquía de la familia para poder intervenir y tomar el control total.

## Producción

### Desarrollo
El episodio fue escrito por la coproductora ejecutiva Erika L. Johnson y dirigido por el productor ejecutivo Craig Zobel. Fue el primer crédito como guionista para Johnson y el segundo crédito como director para Zobel.  La participación de Zobel se informó en octubre de 2022, cuando se confirmó que dirigiría el primer episodio. 

### Rodaje
Para la secuencia del secuestro del camión, el equipo sólo tuvo dos noches para filmarla. Zobel dijo que "querían tener algo que pareciera un poco más grande y que reflejara un poco más el personaje que es en la película". El equipo encontró una locación debajo de un puente, y Zobel encontró la experiencia "frenética" mientras lo filmaban.  Para las escenas en las que Oz se mueve alrededor del camión, Zobel dijo: "Hicimos que el departamento de agarre y el departamento de efectos especiales colocaran grandes tablones de madera de dos por cuatro debajo del camión y lo sacudieran con eso. A veces, las formas más antiguas funcionan".

## Recepción

### Audiencia
En su emisión original en Estados Unidos, "Inside Man" fue visto por un estimado de 0,299 millones de espectadores en hogares, con un 0,04 en el grupo demográfico de 18 a 49 años. Esto significa que el 0,04 por ciento de todos los hogares con televisor vieron el episodio.  Esto representó un aumento del 23% en la audiencia con respecto al episodio anterior, que fue visto por un estimado de 0,242 millones de espectadores en hogares, con un 0,06% en el grupo demográfico de 18 a 49 años. 

### Reseñas críticas
"Inside Man" recibió críticas positivas de los críticos. El sitio web agregador de reseñas Rotten Tomatoes informó una calificación de aprobación del 100% para el episodio, con una calificación promedio de 7.8/10 y basada en 8 reseñas de críticos.
Tyler Robertson de IGN le dio al episodio un "buen" 7 de 10 y escribió en su veredicto: "Oz se lanza (y los que lo rodean) por un camino tortuoso de desorientación y caos en otro episodio sólido de The Penguin. "Inside Man" pierde algo del impulso del estreno de la serie, pero un par de secuencias tensas y actuaciones espectaculares del elenco principal evitan que caiga en saco roto".
William Hughes, de The AV Club, le dio al episodio una calificación de "B" y escribió: "Es divertido ver a Cobb hacer los cálculos sobre las distintas personas a las que podría atribuir sus actividades de espía, y finalmente desestimó a Johnny Vitti (Michael Kelly) por ser demasiado difícil de incriminar. Pero este es un episodio de televisión que trata menos sobre lo que está sucediendo ahora que sobre lo que sucederá después, y el efecto final es que me deja menos interesado en lo que acabo de ver que en lo que llegará la semana que viene".
Andy Andersen de Vulture le dio al episodio una calificación de 3 estrellas de 5 y escribió: "Nuestro segundo episodio de The Penguin nos muestra la primera fase real del plan de Oz Cobb para apoderarse del Imperio Falcone. Si estás buscando un programa policial de calidad para los domingos por la noche en HBO, los procedimientos resultarán eficientes, aunque poco elaborados. Pero mientras que "Inside Man" puede parecer un poco despectivo con su rol de cosplay de gángster en su franja horaria de HBO que se centra en Los Soprano y Boardwalk Empire, The Penguin sigue haciendo un uso inspirado de la antorcha de propiedad intelectual de los cómics que se le ha encomendado llevar".  Josh Rosenberg de Esquire escribió: "Para empezar, ya me gusta la dirección que está tomando la serie, con el Pingüino tropezando en la escalera del éxito. ¿Tiene buenas ideas? ¿Es rápido? ¡Ninguna de esas preguntas importa! El Pingüino tiene suerte de su lado. Es el tipo de persona que solo suelta palabras hasta que una amenaza a su vida se convierte en una oportunidad laboral. Si alguna vez te preguntas a lo largo de la serie por qué nadie simplemente mata al Pingüino, créeme, lo están intentando". 
Joe George de Den of Geek le dio al episodio una calificación de 4 estrellas de 5 y escribió: "Al igual que en el estreno, Milioti es el compañero perfecto para Farrell como Oz, y cada escena entre los dos personajes es sensacional. Para cuando el episodio termina con Sofia sonriendo desconcertantemente mientras le propone una asociación a Oz, El Pingüino comienza a hacerse un nombre al aceptar su corazón pulposo".  Sean T. Collins de Decider escribió: "Con estas características, El Pingüino hace un excelente trabajo al transmitir por qué un mentiroso y asesino de nivel S como Oz Cobb no está ya al mando de Ciudad Gótica. Hasta ahora, todos sus dones se han gastado en una lucha desesperada desde abajo hacia, digamos, la mitad inferior". 
Nate Richard de Collider le dio al episodio una calificación de 8 sobre 10 y escribió: "La entrega de esta semana puede que no sea tan explosiva como el primer episodio, pero el ritmo y la estructura mantienen a The Penguin moviéndose a la velocidad perfecta, dejándonos con ganas de más tan pronto como aparecen los créditos finales".  Lisa Babick de TV Fanatic le dio al episodio una calificación de 4.5 estrellas sobre 5 y escribió: "Oz podría querer repensar su línea "es mucho más divertido bailar" que le lanzó a Sofia Falcone en The Penguin Temporada 1 Episodio 2 porque el baile solo se volverá más retorcido". 